# Monreale Syrah
Monreale Syrah è un vino a DOC la cui produzione è regolamentata con D.M. 2 novembre 2000, in materia di "Riconoscimento dei vini a denominazione di origine controllata 'Monreale' ed approvazione del relativo disciplinare di produzione", pubblicato sulla gazzetta ufficiale del 14 novembre 2000, n. 266, prodotto nei comuni di Monreale, Piana degli Albanesi, Camporeale, San Giuseppe Jato, San Cipirello, Santa Cristina, Gela, Corleone, e Roccamena, tutti in provincia di Palermo.

## Vitigni con cui è consentito produrlo
- Syrah minimo 85%.
- Altri vitigni a bacca rossa raccomandati e/o autorizzati per la città metropolitana di Palermo, da soli o congiuntamente, fino ad un massimo del 15%.

## Caratteristiche organolettiche
- colore: rosso rubino intenso;
- profumo: caratteristico, fruttato;
- sapore: asciutto, ricco di struttura, armonico, gradevolmente tannico.

## Produzione
Provincia, stagione, volume in ettolitri

## Monreale Syrah riserva
Il  Monreale Syrah riserva è un vino che presenta gli stessi parametri del Monreale Syrah, salvo il titolo alcolometrico volumico naturale minimo di 12,50%.
Esso deve essere inoltre invecchiato per almeno due anni (a partire dal 1º novembre dell'anno di produzione delle uve) e presentare le seguenti caratteristiche organolettiche:
- colore : rosso rubino;
- profumo: caratteristico, fruttato;
- sapore: asciutto, ricco, corposo, speziato.